# Stadio Tommaso Fattori
Lo stadio Tommaso Fattori è un impianto sportivo polivalente che si trova all'Aquila.
Costruito a partire dal 1929 e inaugurato nel 1933, deve il suo nome attuale alla memoria dell'ex rugbista e allenatore Tommaso Fattori, già tecnico della Polisportiva L'Aquila Rugby negli anni cinquanta. Ha una capienza di 9 200 posti a sedere.
Lo stadio ospita le partite casalinghe della locale squadra di rugby, oltre ad essere stato l'impianto interno della locale squadra di calcio fino al 2016. Vi si sono svolti numerosi incontri della Nazionale italiana di rugby, tra cui una gara del Sei Nazioni femminile, nonché alcune partite di calcio del turno preliminare della XVII Olimpiade tenutasi a Roma nel 1960.

## Storia
Lo stadio fu progettato nel 1929 dall'architetto milanese Paolo Vietti-Violi, mentre i lavori di costruzione furono diretti dall'architetto Mario Gioia e dall'ingegner Gaetano Lisio. Entrò in funzione nel 1933, in sostituzione del campo di Piazza d'Armi, che fino ad allora aveva ospitato le partite dell'Associazione Sportiva L'Aquila, e all'epoca era considerata una delle migliori strutture sportive nazionali. Il costo per la costruzione dell'intero impianto ammontava a circa 6 milioni di lire dell'epoca.
L'impianto era noto inizialmente, durante il regime fascista, come stadio del Littorio e, dal 1934, come stadio XXVIII Ottobre, in memoria della marcia su Roma; inoltre, le colonne che caratterizzano ancora oggi l'ingresso agli spalti da viale Gran Sasso rappresentavano dei fasci stilizzati e nella parte dell'impianto non circondata da spalti campeggiava un inno a Mussolini. Nel dopoguerra prese dapprima la denominazione di stadio comunale quindi, negli anni sessanta definitivamente intitolato a Tommaso Fattori.
Nel 1959 lo stadio fu scelto come sede di alcune partite del torneo preliminare di calcio della XVII Olimpiade che si sarebbe tenuta a Roma l'anno seguente. Per l'occasione la copertura della tribuna centrale fu estesa a tutto il settore e la capienza venne attestata a 20 000 persone. Successivamente venne eliminata la pista d'atletica tra il velodromo e il campo da gioco mentre più tardi, sul finire degli anni ottanta, nello spicchio di stadio non occupato da spalti, venne installato il tabellone luminoso, sponsorizzato dalla Cassa di Risparmio della provincia dell'Aquila e in funzione ancora oggi.
Nel 1999 l'unica curva dello stadio è stata suddivisa in due parti, di cui una riservata ai tifosi locali e l'altra ai tifosi ospiti. L'adiacenza dei due settori e le difficoltà logistiche dei flussi d'ingresso, troppo vicini tra loro, hanno portato l'amministrazione comunale alla creazione di un ulteriore settore all'interno della tribuna scoperta, detta Distinti, e con ingresso da viale della Croce Rossa da riservare ai tifosi ospiti. Per migliorare la visuale delle prime file, si è inoltre provveduto all'eliminazione del vecchio divisorio in ferro tra gli spalti e il campo da gioco sostituendolo con pannelli di vetro plexiglas infrangibile.
A partire dal 2003 è iniziata l'opera di costruzione di una semicurva a prolungamento del settore Distinti, da riservare esclusivamente alla tifoseria ospite. Dopo l'avvio dei lavori, e la loro sospensione per problemi finanziari della ditta costruttrice, questi non sono mai stati portati a termine.
Pur non avendo subito danni dal terremoto dell'Aquila del 2009, a partire dall'anno successivo e in occasione degli incontri calcistici, alcuni settori dell'impianto sono stati dichiarati inaccessibili e la capienza complessiva ridotta temporaneamente a 5 000 posti. A partire dal 2016, con l'apertura dello stadio Gran Sasso d'Italia-Italo Acconcia, il Fattori è rimasto dedicato al rugby ed ha potuto riacquistare la capienza originaria.
Il 13 maggio 2019 lo stadio venne dichiarato inagibile per criticità riguardanti le certificazioni delle torri dell'impianto di illuminazione.

## Descrizione

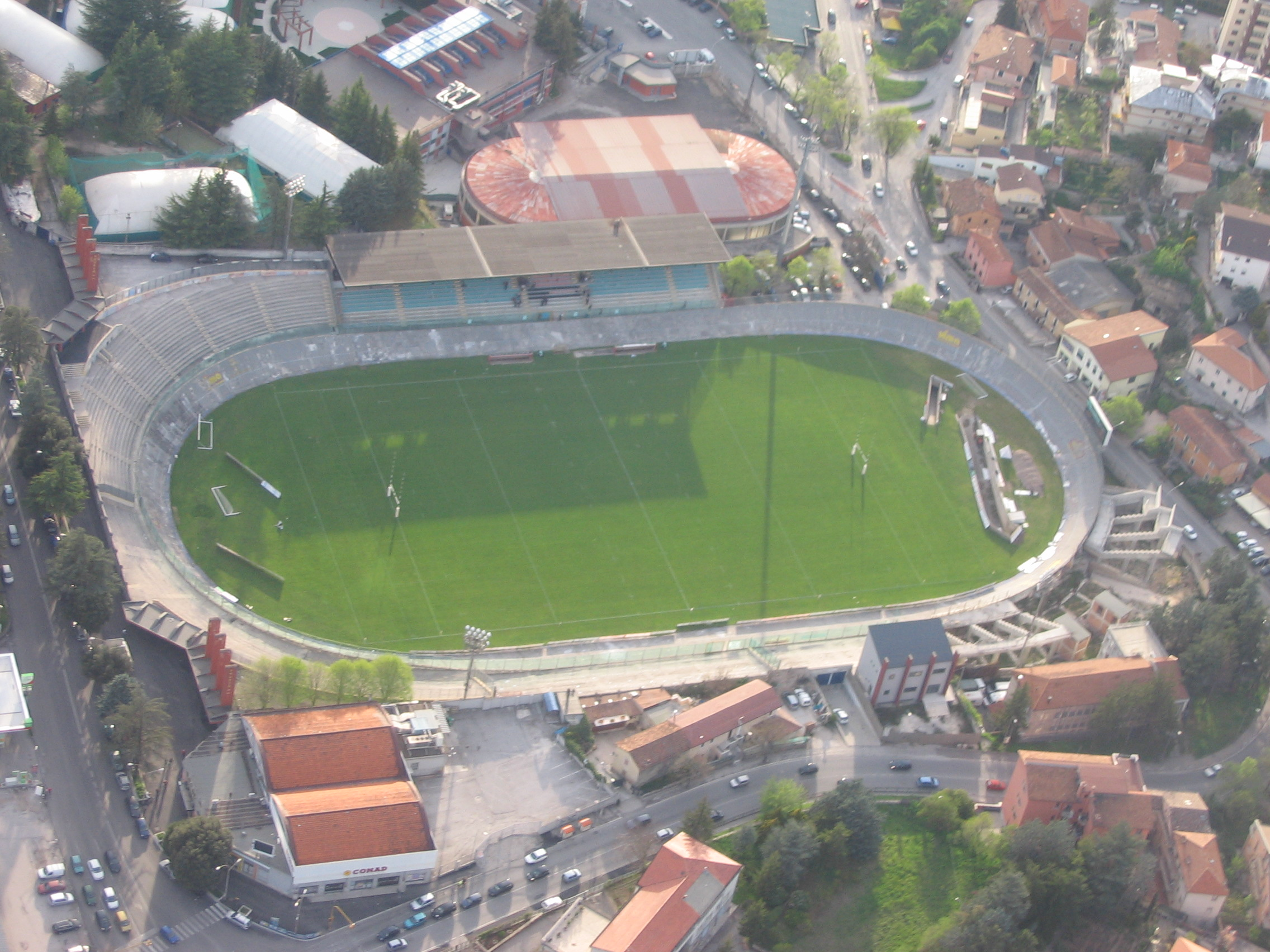
Una visuale aerea dello stadio Fattori; sulla destra la curva ospiti in costruzione.

Lo stadio è situato nella parte settentrionale della città, a ridosso del centro storico, all'interno di un vasto complesso sportivo fatto costruire negli anni trenta dall'allora podestà Adelchi Serena e che oggi comprende il palazzo dello sport con pista di pattinaggio, la piscina comunale, un campo di pallavolo e il circolo tennis intitolato a Peppe Verna. Il carattere verde della zona è ulteriormente accentuato dal parco del Forte spagnolo che si staglia nelle vicinanze.
La struttura è ricavata in una cavea naturale sita tra il quartiere Torrione e la Fontana luminosa, ingresso al centro storico dell'Aquila, ed è caratterizzata dalla presenza di un velodromo in cemento armato esterno al campo di gioco.
Gli spalti, che circondano per tre quarti il campo di gioco, sono suddivisi principalmente in una tribuna coperta, una tribuna scoperta (detta Distinti) e una curva. La tribuna coperta è interamente provvista di seggiolini ed è ulteriormente suddivisa in un settore centrale e due laterali, e comprende alcune postazioni per la stampa; i Distinti sono attualmente suddivisi in due parti, di cui una dedicata ai tifosi ospiti; infine la curva è anch'essa divisa in due parti uguali con ingressi separati (Curva A e Curva B).
Gli ingressi principali allo stadio sono situati su viale Gran Sasso, dove è anche la biglietteria, mentre l'ingresso agli spogliatoi avviene su viale Ovidio, a lato della tribuna. L'ingresso dei tifosi ospiti ed una biglietteria secondaria sono situati su viale della Croce Rossa.

## Utilizzo
Sin dalla sua realizzazione, lo stadio è diventato l'impianto casalingo dalla società cittadina di calcio, in seguito condiviso anche con la locale formazione di rugby. Negli anni duemila ha ospitato saltuariamente anche gli incontri di altre società del comprensorio come l'Amiternina Calcio e la Gran Sasso Rugby. Dal 2016, L'Aquila Calcio si è trasferita nel ristrutturato e ampliato Stadio Gran Sasso d'Italia-Italo Acconcia per cui l'impianto è diventato d'uso esclusivo dell'Aquila Rugby, Paganica Rugby e Rugby Experience School.
A seguito del terremoto del 2009 lo stadio è stato utilizzato, solo nelle prime fasi dell'emergenza, come area di accoglienza (gestita dalla Protezione Civile del Comune di Firenze e della Provincia di Firenze) per verificatori e agenti e ufficiali delle polizie locali provenienti da tutta Italia in supporto alle amministrazioni locali. Riaperto al pubblico qualche mese dopo la tragedia, ha ospitato, nel novembre dello stesso anno, una sessione di allenamenti della Nazionale italiana di calcio ed è stato per lungo tempo l'unico campo sportivo funzionante della città.
Il 6 giugno 2010 vi si giocò il XXX Superbowl Italiano, vinto dai Red Jackets Luni sui Bengals Brescia per 18 a 13.

### Calcio

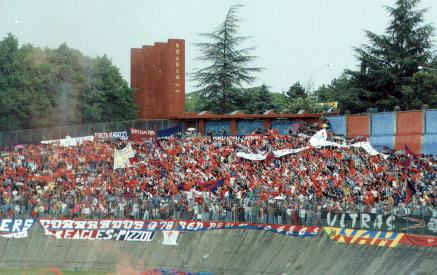
La curva dello stadio Fattori gremita nello spareggio contro il Gualdo nel 1991-1992.

La prima partita ufficiale disputata nello stadio è stata L'Aquila-Alma Juventus Fano, del 1º ottobre 1933, valida per il campionato di Prima Divisione 1933-1934 e terminata con il punteggio record di 7-1 per i padroni di casa.. L'anno seguente i rossoblù ospitarono nell'impianto la formazione ungherese del Nemzeti mentre, nel dopoguerra, L'Aquila vi disputò, senza subire sconfitte, delle amichevoli con una rappresentativa degli Alleati ed una del Derby County.
Nonostante la formazione locale non sia mai approdata in Serie A, lo stadio ha ospitato, a seguito della squalifica dello Stadio Arturo Collana di Napoli, l'incontro di massima serie fra Napoli e Milan del 18 gennaio 1948, terminato con la vittoria dei rossoneri per 2 a 0 (autorete di Mario Rosi e rete di Renato Raccis). Tre anni più tardi, a seguito della squalifica dello Stadio Nazionale di Roma, ha ospitato anche la gara di campionato tra Roma e Genoa conclusasi con la vittoria della compagine ligure per 1 a 0 (gol di Stellan Nilsson). La Roma disputò al Fattori anche un'amichevole con il Catanzaro negli anni ottanta: in quell'occasione si registrò il record di pubblico con 18 084 spettatori assiepati sugli spalti e sul velodromo che circonda l'impianto di gioco.

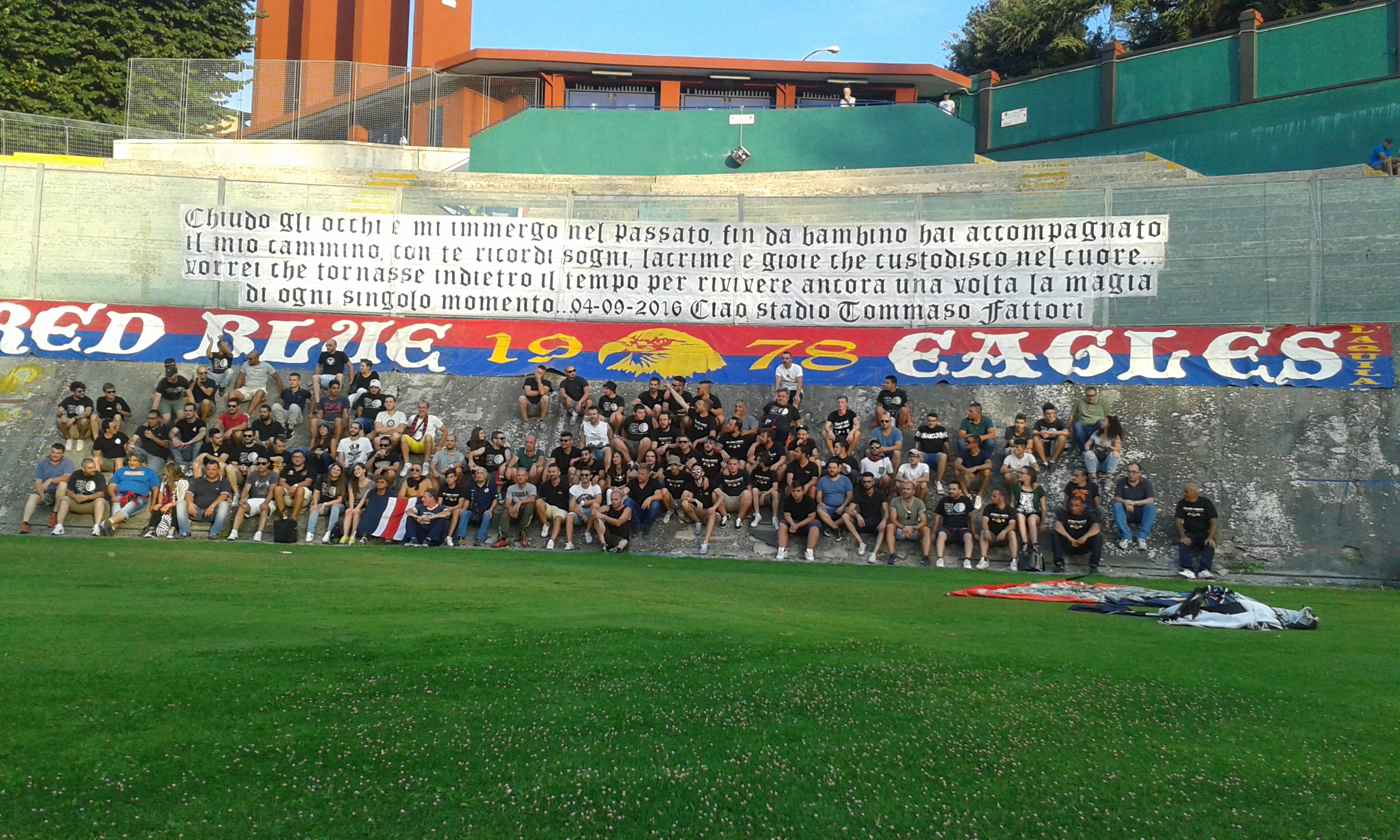
Il saluto al Fattori organizzato dalla tifoseria aquilana nel 2016.

Nell'ambito del torneo di calcio della XVII Olimpiade, l'impianto ha ospitato 3 incontri della fase a gironi.
La partita ufficiale con più spettatori fu invece lo spareggio del Campionato Interregionale 1991-1992 tra L'Aquila e Gualdo terminata 1-1 dinanzi a 12 838 spettatori. In quell'occasione, l'allora amministrazione comunale fece dipingere tutta gli ingressi e la cinta muraria che circondava l'impianto di rosso e di blu, creando una sorta di coreografia permanente.
L'ultima partita ufficiale della squadra di calcio (L'Aquila-Rimini, andata dei play-out del campionato di Lega Pro 2015-2016) si è giocata il 21 maggio 2016 ed è terminata con il punteggio di 1-1. Il 4 settembre 2016, all'apertura dello stadio Gran Sasso d'Italia-Italo Acconcia, la tifoseria rossoblù ha organizzato un post-partita nella curva dello storico impianto.

#### Incontri internazionali
| L'Aquila 26 agosto 1960 | Ungheria | 2 – 1 referto | India | Stadio Comunale (4 118 spett.)\| Arbitro: \| Ben Said \| |
| Arbitro:                | Ben Said |               |       |                                                          |

| L'Aquila 29 agosto 1960 | Bulgaria | 2 – 0 referto | Rep. Araba Unita | Stadio Comunale (1 634 spett.)\| Arbitro: \| Helge \| |
| Arbitro:                | Helge    |               |                  |                                                       |

| L'Aquila 1º settembre 1960 | Danimarca | 3 – 1 referto | Tunisia | Stadio Comunale (1 204 spett.)\| Arbitro: \| Campanati \| |
| Arbitro:                   | Campanati |               |         |                                                           |

### Rugby

L'Aquila Rugby al Fattori nel campionato 1981-1982.

L'impianto è famoso soprattutto nel rugby, per il quale ha più volte ospitato tornei e competizioni di prestigio, e sul suo terreno L'Aquila Rugby ha conquistato per 5 volte il titolo di Campione d'Italia e per 2 volte la Coppa Italia. Il legame con il rugby è rafforzato dal fatto che, dagli anni sessanta, lo stadio è intitolato a Tommaso Fattori, pioniere del rugby aquilano. Inoltre la prima partita disputatasi in città dopo il terremoto del 2009 è stata l'incontro tra L'Aquila e Viadana terminato 22-20 per i neroverdi.
Lo stadio è stato sede di numerosi incontri della Nazionale italiana di rugby, tra cui la prima partita in assoluto giocata dagli Azzurri contro l'Australia e molte altre sfide valide per il campionato europeo di rugby. Il bilancio della maggiore compagine maschile al Fattori è di 12 vittorie e 4 sconfitte; le altre nazionali più presenti sono la Spagna (5 apparizioni) e la Romania (4).
L'impianto ha anche ospitato una partita del torneo di Sei Nazioni femminile, valevole per l'edizione 2017, tra l'Italia e l'Irlanda. Oltre alla nazionale maggiore e alla femminile, hanno spesso giocato al Fattori la Nazionale A e le nazionali giovanili.
Il 14 aprile 2018 ha ospitato la partita del Campionato Celtico Pro14 2017-2018 della franchigia Zebre contro i gallesi Dragons.
Nell'estate del 2023 viene organizzato il Tri Nations Under 20, che vede le nazionali femminili di Italia, Scozia e Irlanda, protagoniste di uno stupendo pomeriggio di rugby internazionale con le azzurrine vincenti.
Ad aprile del 2024 il Fattori ospita Italia-Inghilterra Under 19, partita vinta dall'Inghilterra 10-40 davanti a 5000 spettatori.
Il 29 Marzo 2025 al Fattori viene ospitato l'incontro internazionale tra Italia e Galles Under18, finito con la splendida vittoria azzurra per 15-7.
Il Fattori è stato designato dalla FIR per ospitare la finale della Supercoppa Italiana di Rugby tra Rugby Rovigo Delta e Rugby Viadana 1970.

#### Incontri internazionali
| L'Aquila 6 novembre 1966 | Italia | 3 – 0 | Romania | Stadio Tommaso Fattori\| Arbitro: \| Cuny \| |
| Arbitro:                 | Cuny   |       |         |                                              |

| L'Aquila 4 maggio 1969 | Italia | 12 – 5 | Spagna | Stadio Tommaso Fattori\| Arbitro: \| Cuny \| |
| Arbitro:               | Cuny   |        |        |                                              |

| L'Aquila 21 novembre 1973 | Italia | 21 – 59 | Australia | Stadio Tommaso Fattori |

| L'Aquila 4 febbraio 1978 | Italia | 9 – 31 | Francia | Stadio Tommaso Fattori |

| L'Aquila 14 aprile 1979 | Italia | 18 – 3 | Polonia | Stadio Tommaso Fattori |

| L'Aquila 13 aprile 1980 | Italia | 24 – 17 | Romania | Stadio Tommaso Fattori |

| L'Aquila 22 aprile 1984 | Italia | 12 – 6 | Romania | Stadio Tommaso Fattori |

| L'Aquila 18 novembre 1984 | Italia | 13 – 12 | Unione Sovietica | Stadio Tommaso Fattori |

| L'Aquila 7 dicembre 1985 | Italia | 19 – 3 | Romania | Stadio Tommaso Fattori |

| L'Aquila 2 giugno 1989 | Italia | 33 – 19 | Spagna | Stadio Tommaso Fattori |

| L'Aquila 22 agosto 1999 | Italia | 49 – 17 | Uruguay | Stadio Tommaso Fattori |

| L'Aquila 24 agosto 1999 | Figi | 39 – 20 | Spagna | Stadio Tommaso Fattori |

| L'Aquila 26 agosto 1999 | Figi | 39 – 24 | Uruguay | Stadio Tommaso Fattori |

| L'Aquila 26 agosto 1999 | Italia | 42 – 11 | Spagna | Stadio Tommaso Fattori |

| L'Aquila 28 agosto 1999 | Italia | 32 – 50 | Figi | Stadio Tommaso Fattori |

| L'Aquila 28 agosto 1999 | Spagna | 3 – 20 | Uruguay | Stadio Tommaso Fattori |

| L'Aquila 24 novembre 2001 | Italia | 9 – 17 | Samoa | Stadio Tommaso Fattori (8000 spett.)\| Arbitro: \| Davies \| |
| Arbitro:                  | Davies |        |       |                                                              |

| L'Aquila 6 novembre 2004 | Italia | 51 – 6 referto | Canada | Stadio Tommaso Fattori (7250 spett.)\| Arbitro: \| Bray \| |
| Arbitro:                 | Bray   |                |        |                                                            |

| L'Aquila 7 ottobre 2006 | Italia   | 83 – 0 referto | Portogallo | Stadio Tommaso Fattori (7250 spett.)\| Arbitro: \| Courtney \| |
| Arbitro:                | Courtney |                |            |                                                                |

| L'Aquila 12 febbraio 2016 | Italia | 3 – 27 referto | Irlanda | Stadio Tommaso Fattori (4500 spett.)\| Arbitro: \| Mason \| |
| Arbitro:                  | Mason  |                |         |                                                             |